# Darío Yazbek
Darío Yazbek Bernal (Ciudad de México, 30 de noviembre de 1990) es un actor mexicano, reconocido por actuar en la serie La casa de las flores (2018-2020).

## Biografía
Es hijo del director fotográfico Sergio Yazbek y de la actriz Patricia Bernal. Es medio hermano del actor Gael García Bernal. Darío creció entre teatros y sets de televisión. Fue hasta los 14 años que dirigió y actuó por primera vez en una obra escolar, desde entonces comenzó a interesarse por la industria cinematográfica.

## Estudios
En 2010, obtuvo una beca para estudiar actuación en el college de Goldsmiths, en la Universidad de Londres, prolongando su estancia en Inglaterra para realizar una maestría en Historia, mientras seguía trabajando en obras que había iniciado desde su carrera.

## Trayectoria
Estudió actuación en la Universidad de Londres. Posteriormente trabajó con Michel Franco. Su popularidad creció al interpretar a Julián de la Mora, un joven bisexual y el menor de los hijos de la familia De la Mora en La casa de las flores.

## Filmografía

### Cine
| Año  | Título                               | Rol                   | Notas        |
| ---- | ------------------------------------ | --------------------- | ------------ |
| 2009 | Daniel y Ana                         | Daniel Torres         | Protagonista |
| 2014 | Todo se puede                        | Dario                 | Cortometraje |
| 2016 | Sangre Alba                          |                       | Cortometraje |
| 2017 | Los paisajes                         | Pablo                 |              |
| 2018 | The Morphable Man                    | Adio                  | Cortometraje |
| 2019 | Unas ruinas                          | Daniel                | Cortometraje |
| 2021 | La Casa de las Flores: la película   | Julián de la Mora     |              |
| 2023 | No voy a pedirle a nadie que me crea | Juan Pablo Villalobos |              |

### Televisión
| Año       | Título                             | Rol                       | Notas                          |                  |
| --------- | ---------------------------------- | ------------------------- | ------------------------------ | ---------------- |
| 2018      | El candidato Rayo                  | Carlos Márquez            | Elenco principal               | Distrito Comedia |
| 2018-2020 | La casa de las flores              | Julián de la Mora         | Elenco principal, 35 episodios | Netflix          |
| 2020      | Historia de un crimen: La búsqueda | Procurador Alberto Bazbaz | Elenco principal, 6 episodios  | Netflix          |
| 2022      | Now and Then                       | Pedro (joven)             | Elenco principal               | Apple TV +       |
| 2023      | La hora marcada                    | Pipo                      | Elenco secundario, 1 episodio  | Vix              |